# Булгаковка (Тамбовская область)
Булгаковка — упраздненная деревня в Инжавинском районе Тамбовской области России. Входит в состав Землянского сельсовета. Исключена из учётных данных в 2017 году.

## География
Деревня находилась в юго-восточной части Тамбовской области, в лесостепной зоне, на берегах реки Мокрая Панда, на расстоянии примерно 37 километра (по прямой) к северо-западу от Инжавина, административного центра района.

### Климат
Климат умеренно континентальный, относительно сухой, с холодной продолжительной зимой и тёплым летом. Среднегодовая температура воздуха — 4,5 °C. Средняя температура воздуха самого холодного месяца (января) — −11 °C (абсолютный минимум — −33 °C); самого тёплого месяца (июля) — 19,7 °C (абсолютный максимум — 40 °С). Безморозный период длится 162 дня. Среднегодовое количество атмосферных осадков составляет около 450—570 мм, из которых большая часть выпадает в период с мая по сентябрь. Продолжительность залегания снежного покрова составляет в среднем 134 дня.

## Население
| 2010 |
| ---- |
| 0    |

### Национальный состав
Согласно результатам переписи 2002 года, в национальной структуре населения русские составляли 100 % из 2 чел.